# 化け物尽くし絵巻
化け物尽くし絵巻（ばけもの つくし えまき）は、江戸時代後期、1820年（19世紀前後の筆）と見られる妖怪絵巻物の一つである。

## 概要
描かれた妖怪は12種であり、その内、狐火を除く11種は、『百鬼夜行絵巻』や『百怪図巻』などにも類例が見られない妖怪であり、詞書（ことばかき）はなく、作者不詳の絵巻物である。幅約30センチ、長さ3メートル。水に関連した妖怪（水妖）が目立つ。
絵巻中では、狐火には名前にふりがながなく、本絵巻独自の11種の妖怪はいずれも名前にふりがなが書かれている。このことからこの11種の妖怪は、ふりがながなければ読み方すらわからないほど、一般的には知られていない妖怪であり、逆に狐火にふりがながないのは、よく知られたもののためとも考えられている。
類例のない新しいタイプの絵巻ともいえる作品だが、「為憎」「為何歟」「有夜宇屋志」「真平」「飛代路理」などは妖怪の姿勢や態度から言葉遊びによって名づけた名称と見られ、こうした傾向は熊本県の松井文庫所蔵の『百鬼夜行絵巻』にも共通点が見られる。
現所蔵者は、川崎市市民ミュージアム学芸員の湯本豪一。

## 化け物尽くし絵巻にのみ見られる妖怪
以下の妖怪の名称のふりがなは、絵巻物に書かれた原文（その）ママとしている。妖怪達に説明書きはなく、伝承もないため、謎が多い。
汐吹（しほふき）
波間から上半身だけ出し、象のような口から水を吹き上げた状態で描かれている。腕はあるものの、指というよりヒレのような手をしている。また、鼻穴もある。後述する「馬肝入道」や「充面」と耳の描かれ方が同じであり、象のように大きい。名称・描かれ方からも、河童と同様の水妖と見られる。
馬肝入道（ばつかんにうどう）
入道系の妖怪であり、大きな鼻（天狗と類似する）と大耳を持つ。瞳は赤く、白ひげをたくわえている。名前の「馬肝」はその名のとおりウマの肝臓を意味し、死に至るほどの毒を持つという言い伝えがあり、漢方薬の名前でもあるが、この妖怪との関連性は不明。
有夜宇屋志（うやうやし）
跪いているような状態で描かれており、外見はガマガエルや肉塊（寝肥やぬっぺっぽう）のようにも見える。ヒフに白い斑点がいくつもある。
真平（まっぴら）
犬のような顔をしているが、後ろ足が長い。赤いよだれかけのような布を胴に巻きつけ、爪は黒い。
充面（じうめん）
口を一文字にして睨みつけているような顔で描かれている。目の周囲が赤く、黒ひげを生やし、小さな青い帽子をかぶり、青い衣に赤帯、手は袖で隠している。耳も大きく、形は汐吹や馬肝入道と同じ。一種、耳の形状で、人とは異なる存在と強調するのは、西洋の妖精・悪魔などのとがった耳にも見られる。同音語として、苦々しい顔つきを意味する「渋面」がある。
飛代路理（びよろり）
外見はどう見ても蛇行したただの蛇であり、名称からも飛び跳ねると見られるが、多分に言葉遊びが感じられる。
蟹鬼（かにおに）
その体形は顔面が前に出ており、蟹というより蜘蛛に似ている（体形上、化け蟹より土蜘蛛や牛鬼の方が近い）。大きな口に鋭い黒い牙が描かれている。
波蛇（なみじや）
高波が竜のようにうねった姿で描かれている。目はあり、2本の角と見られる表現がある。水妖。
滅法貝（めつほうかい）
貝に目と尾がついた姿で描かれている。
為憎（にくらし）
長い髪を振り乱した女性の姿で描かれている。
為何歟（なんじやか）
下半身だけしか描かれていない。上半身はおろか足首も描かれておらず、ほかに例のない、珍しい妖怪とされる。妖怪研究家・大島清昭は、絵解きができないために意味がまったくわからない、妖怪愛好家の中で最も話題になっている妖怪と語っている。

## 作品一覧

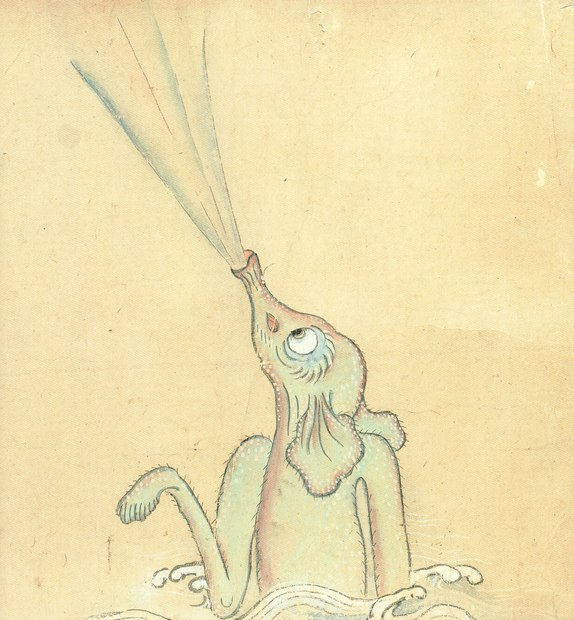
汐吹
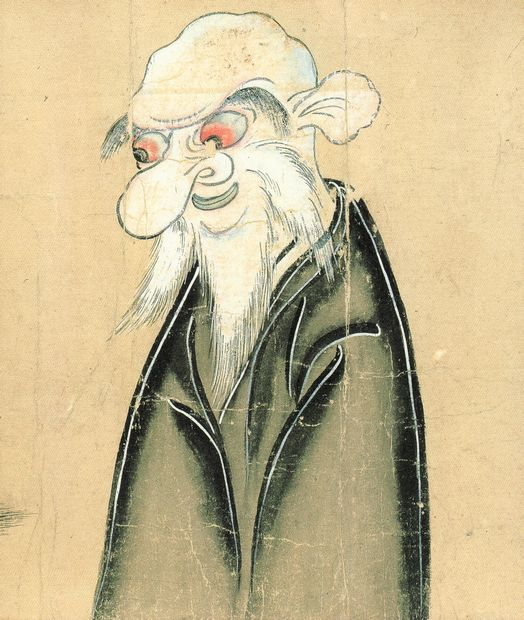
馬肝入道
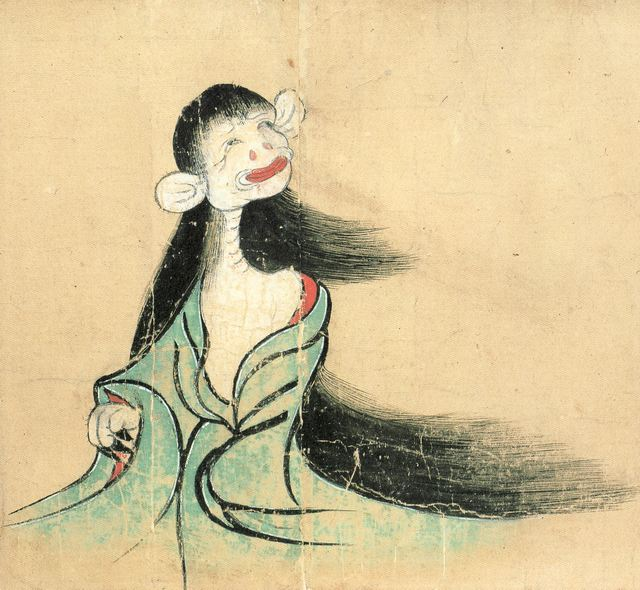
為憎
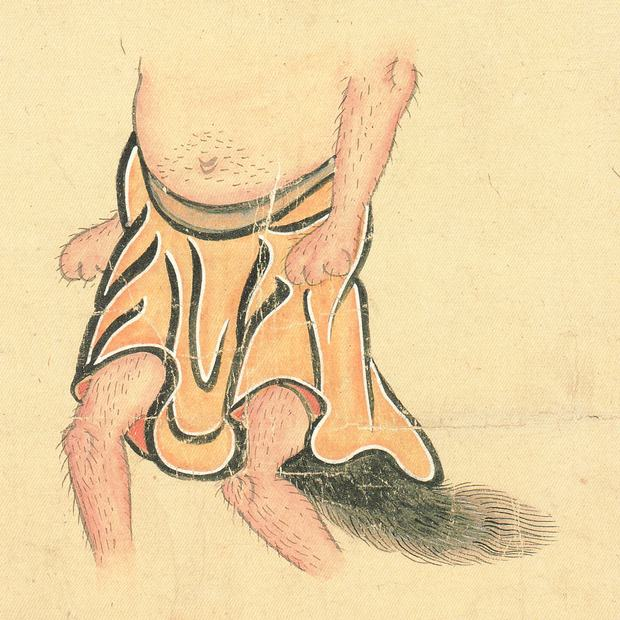
為何歟
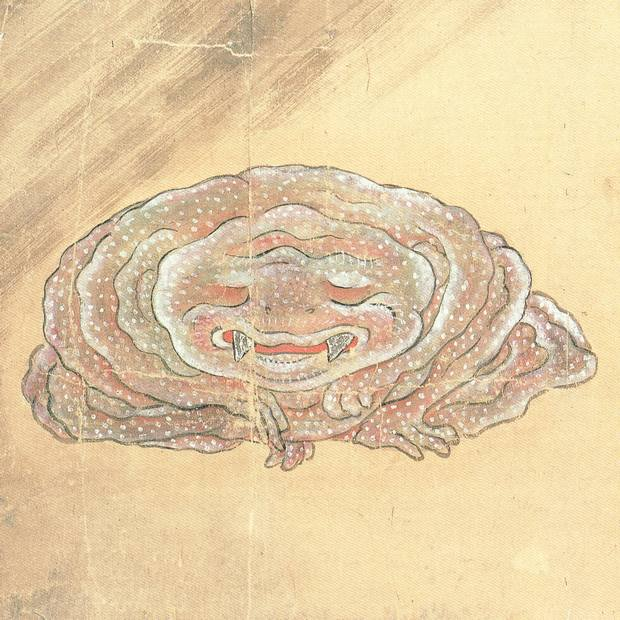
有夜宇屋志
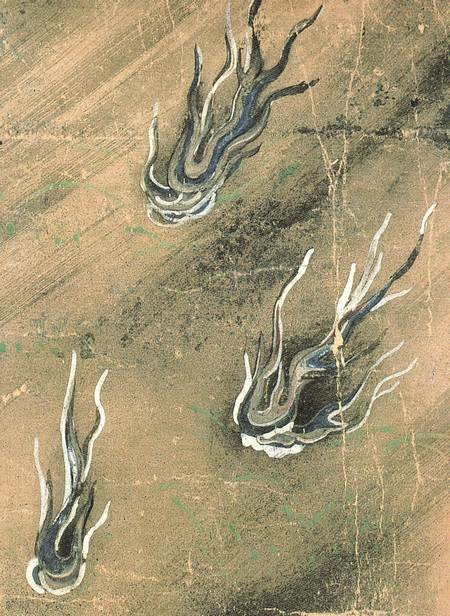
狐火
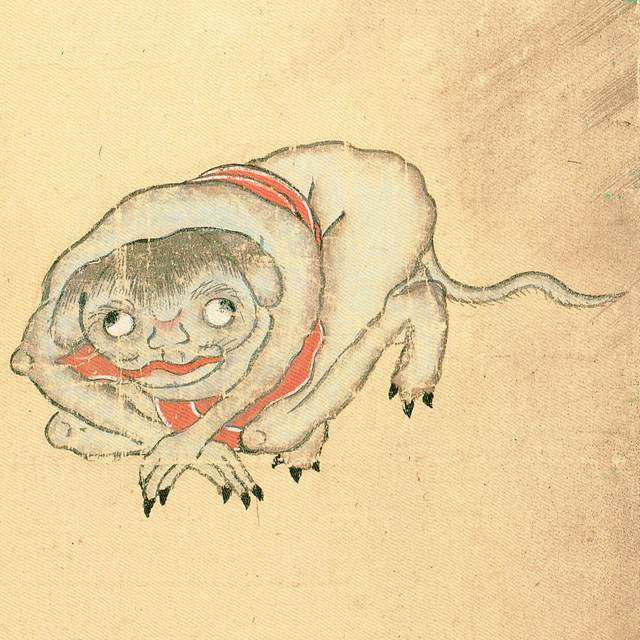
真平
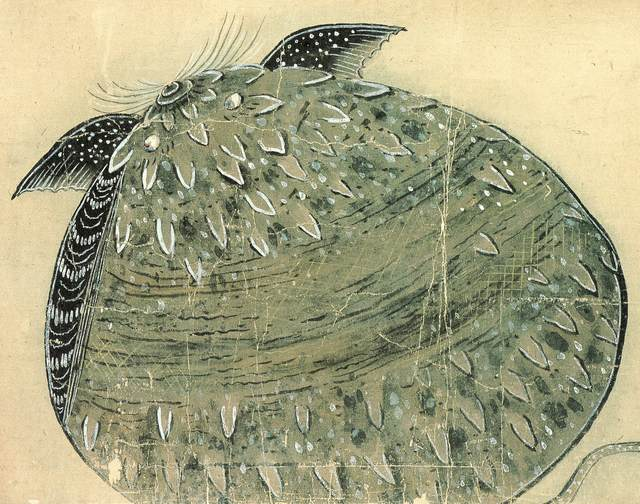
滅法貝
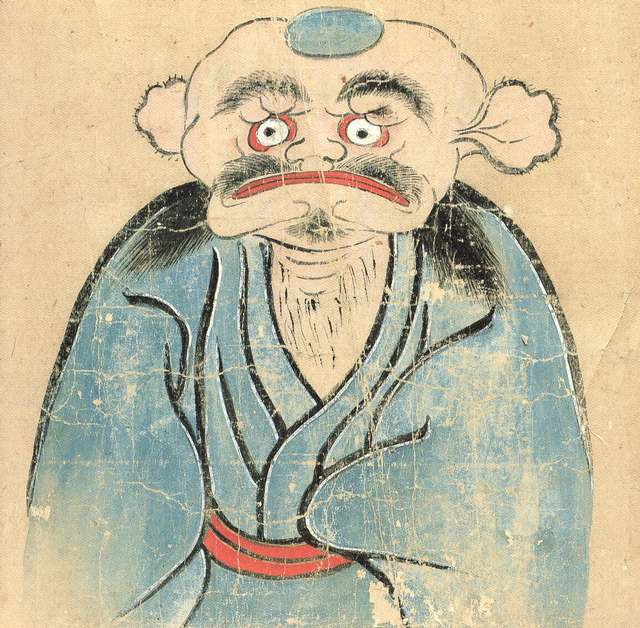
充面
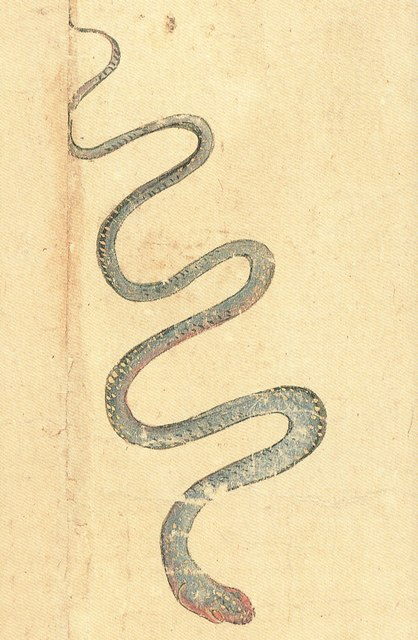
飛代路理
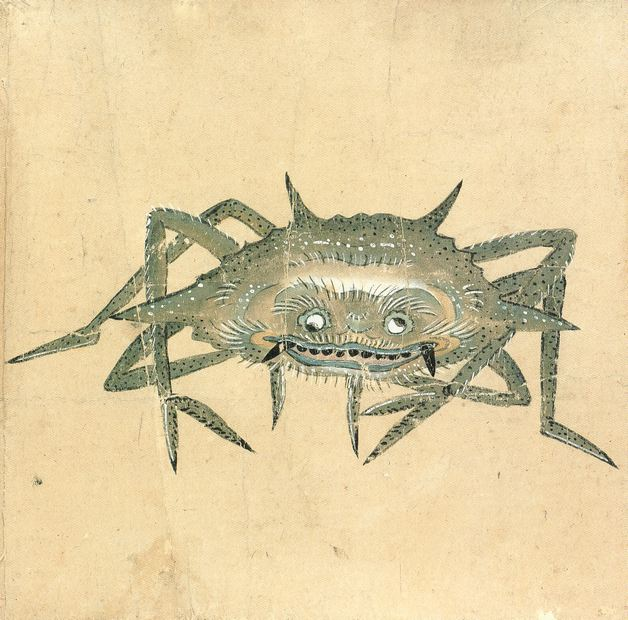
蟹鬼
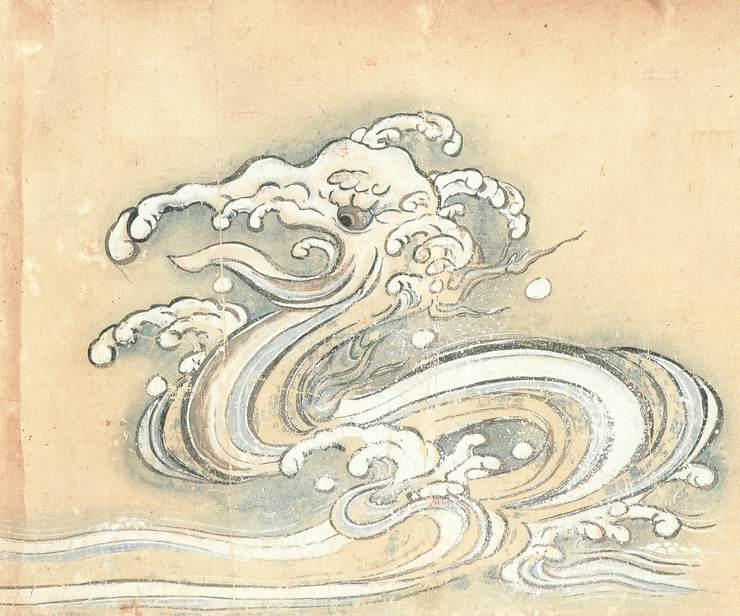
波蛇

## 参考資料
- 朝日新聞 2001年（平成13年）7月10日 火曜日 付 文化総合 p.32
- 湯本豪一他 著、郡司聡他編 編『怪』 vol.0011、角川書店〈カドカワムック〉、2001年。ISBN 978-4-04-883682-1。
- 湯本豪一編著『続・妖怪図巻』国書刊行会、2006年。ISBN 978-4-336-04778-6。